# Audiosurf
AudioSurf är ett pussel- och rytmspel från 2008 där spelaren samlar olikfärgade block för att skapa grupper av dessa i samma färg vilket i sin tur genererar poäng. Musikfiler som kan spelas är MP3, M4A, Windows Media Audio, Musik-CD och OGG som spelare väljer från sitt eget bibliotek. Spelet renderar olika banor beroende på vilken låt du väljer; om du väljer en lugn låt blir det lättare och blocken kommer långsammare, medan en snabb låt är svårare. Spelet toppade försäljningslistorna på Steam under februari 2008 och fick pris på Independent Games Festival.